# Fernand Cornez
Fernand Cornez (París, 19 de novembre de 1907 - Saint-Aventin, 7 de desembre de 1997) va ser un ciclista francès que fou professional entre 1930 i 1938. En el seu palmarès destaquen una etapa al Tour de França de 1933 i una al Giro d'Itàlia del mateix any.

## Palmarès
- 1929 (amateur)
  - Campió militar de França
- 1930
  - 1r al Critèrium de Loiret
  - 1r al Gran Premi de Vierzon
- 1931
  - 1r al Gran Premi d'Issoire
  - Vencedor d'una etapa al Gran Premi d'Annaba
- 1932
  - 1r a la París-Laigle
  - Vencedor d'una etapa al Circuit de l'Oest
- 1933
  - Vencedor d'una etapa al Tour de França
  - Vencedor d'una etapa al Giro d'Itàlia
  - Vencedor d'una etapa a la París-Niça
- 1934
  - 1r al Gran Premi de Canes
  - Vencedor d'una etapa a la París-Niça

### Resultats al Tour de França
- 1932. 54è de la classificació general
- 1933. 35è de la classificació general i vencedor d'una etapa

### Resultats al Giro d'Itàlia
- 1933. 45è de la classificació general i vencedor d'una etapa

## Palmarès
- Palmarès de Fernand Cornez (francès)